# 禊祓
禊祓（みそぎはらえ）は、ミソギ（禊）とハラエ（祓）を合わせた用語。

## 概略
両者は本来は別の行事であるが、ともに神道において禁忌とされているツミやケガレを除去して心身を清める行為であることから、すでに記紀の段階において同一視されていたと考えられている。
ミソギ（禊）はおもに神事に仕える者がケガレ（穢）に接してしまった場合、ハラエ（祓）は一般に天つ罪・国つ罪を犯してケガレ（穢）の原因を生み出してしまった者に対して行われるものである。
のちに天皇自らが禊を受ける事によって国全体のケガレ（穢）を払うという大祓の神事が成立することとなった。